# Dunfanaghy

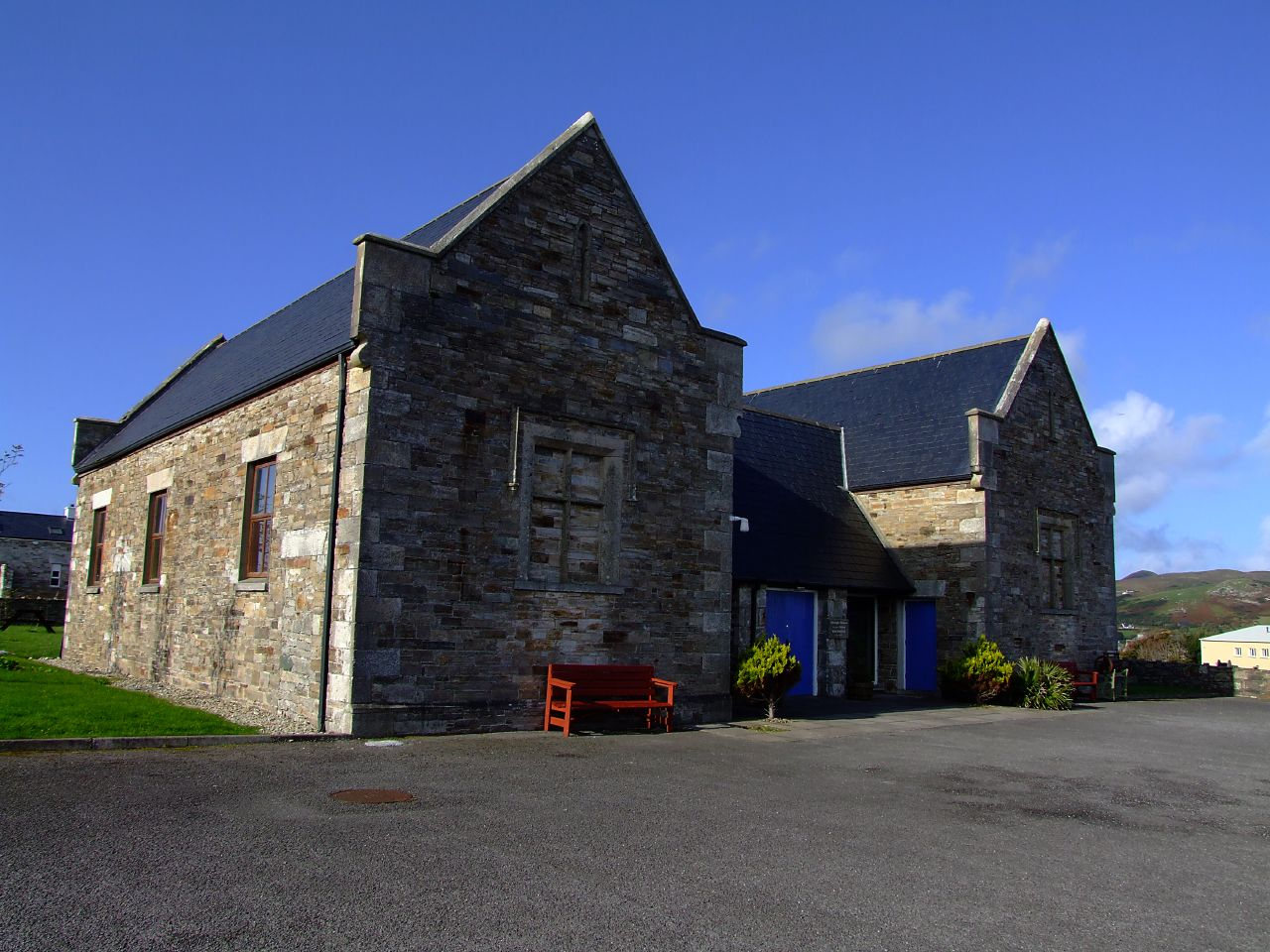
Früheres workhouse in Dunfanaghy

Dunfanaghy (irisch Dún Fionnachaidh; Bedeutung: „Festung des blonden Kriegers“) ist ein Ort im County Donegal im Nordwesten der Republik Irland. Er liegt an der Nordwestküste der Grafschaft, auf der westlichen Seite der Sheephaven Bay. Dunfanaghy war früher ein Fischereihafen und ein Handelszentrum. Bei der Volkszählung im Jahr 2022 hatte der Ort 439 Einwohner.

## Geographie
Nördlich des Ortes befindet sich der Killahoey Strand, südlich des Ortes der Tramore Strand und der New Lake. New Lake war früher eine Salzwasser-Marschlandschaft, die sich durch Eingriffe des Menschen während des Ersten Weltkrieges in einen Süßwassersee verwandelte. Dieser See ist heute ein Schutzgebiet.
Horn Head ist eine Halbinsel, die den Ort vom Atlantischen Ozean trennt.
Der Ortskern wird von dem im Jahr 1847 erbauten Markthaus und dem 1831 erbauten Kai geprägt. Von dieser Hafenanlage wurde früher Getreide exportiert.

## Sehenswürdigkeiten
Im Ort gibt es vier Kirchen:
- Clondehorky Old Church (Ruine)
- Dunfanaghy Presbyterian Church
- Holy Cross (römisch-katholisch)
- Holy Trinity (Church of Ireland)

Außerdem gibt es im Ort einen Golfclub, mehrere Galerien und ein Museum, sowie die Portal Tombs von Errarooey Beg (Oirear Dhomhaí Beag) und Muntermellan.

## Verkehr
Am 9. März 1903 wurde eine Eisenbahnlinie eröffnet, die den neun Kilometer vom Ort entfernten Bahnhof Dunfanaghy Road mit Derry verband. 1940 wurde die Bahnlinie für den Personenverkehr und am 6. Januar 1947 komplett geschlossen.
Heute verbindet eine Buslinie den Ort mit Letterkenny. Die Nationalstraße N56, eine National Secondary Route, führt durch den Ort. Sie verbindet die National Primary Route N15 bei Drumlonagher in der Nähe von Donegal Town mit der N14 in Letterkenny.